# El crimen de lord Arthur Saville y otras historias
El crimen de lord Arthur Saville y otras historias es un libro de cuentos publicado en 1891 por Oscar Wilde. Se considera una continuación de El príncipe feliz y otros cuentos, cronológicamente. Las historias incluidas son:
- «El crimen de lord Arthur Saville»
- «El fantasma de Canterville»
- «La esfinge sin secretos»
- «El modelo millonario»

En ediciones posteriores, se incluyó a su vez «El retrato del señor W. H.». 

## Citas relacionadas con la obra
«—Creen que todas las ideas nacen desnudas... No comprenden que yo no puedo pensar sino en cuentos. El escultor no procura traducir al mármol su pensamiento: piensa en mármol, directamente»
Oscar Wilde

«Siempre recordaré a El fantasma de Canterville como el primer libro que leí en mi vida, cuando las vacaciones de adolescente en esos veranos interminables al lado de la familia y sus problemas, con las angustias sentimentales alborotadas, eran tan horribles como el tiempo de ir al colegio de los jesuitas del mal recuerdo. Mi hermana no encontró otro medio para entretenerme que poner en mis manos esa deliciosa novela, en una edición preciosa, de pasta dura y del rojo que caracteriza a los libros bien hechos. En verdad no recuerdo absolutamente nada de esa lectura, pero sé que estuvo mal ambientada por una bruma de calor y por mi tristeza incipiente y verdadera. Treinta años después, forzado por una tristeza que finalmente puede ser la misma de entonces, tuve ocasión de leer como novedad absoluta El fantasma de Canterville, de Oscar Wilde, y de disfrutar en la soledad una escritura rica en tonos y significados, buena para aumentar y para disminuir la tristeza
Eduardo Peláez Vallejo